# Otto Ohlendorf

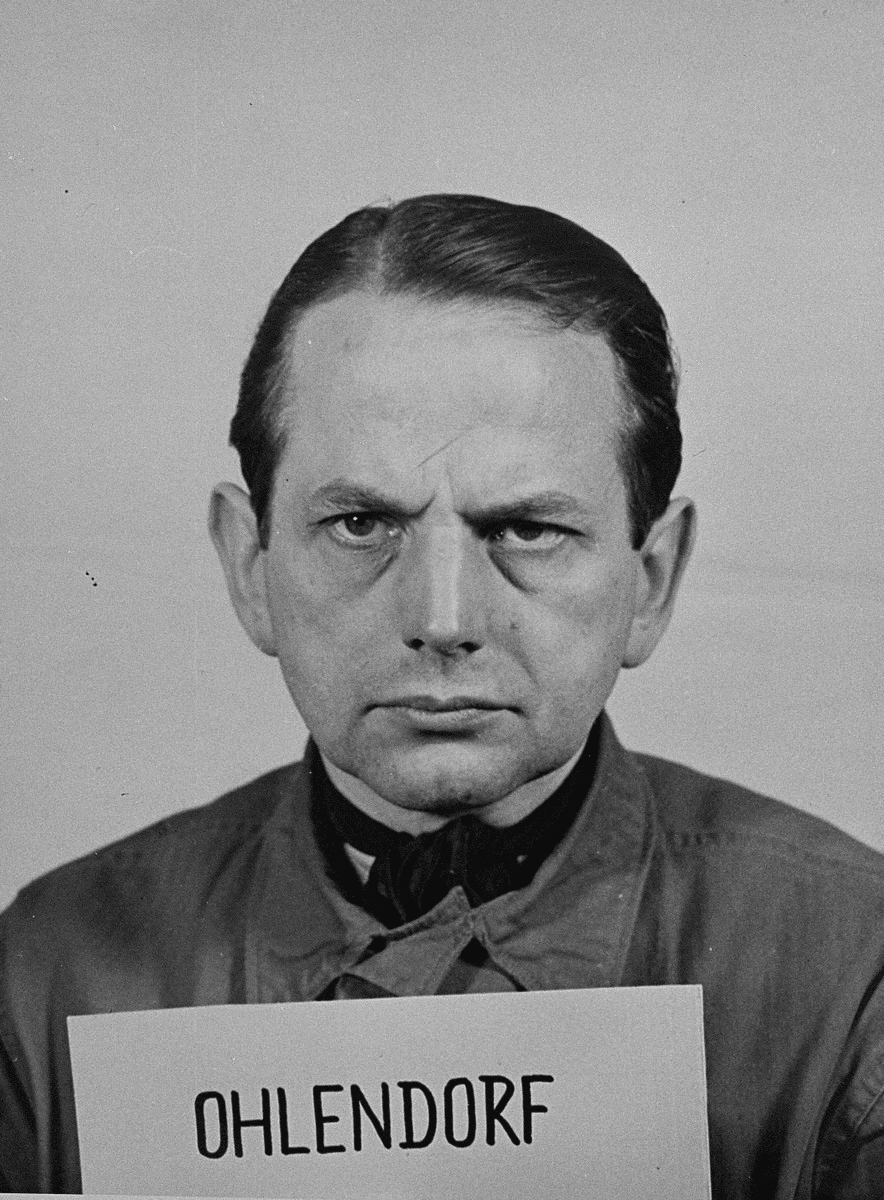
Otto Ohlendorf als Angeklagter im Einsatzgruppen-Prozess (aufgenommen zwischen 1946 und 1948)

Otto Ohlendorf (* 4. Februar 1907 in Hoheneggelsen; † 7. Juni 1951 in Landsberg am Lech) war ein deutscher Kriegsverbrecher, SS-Gruppenführer und Generalleutnant der Polizei, Befehlshaber der Einsatzgruppe D und Amtschef (SD-Inland) im Reichssicherheitshauptamt (RSHA). Er wurde 1948 als Kriegsverbrecher zum Tode verurteilt und 1951 hingerichtet.

## Leben

### Bis 1945

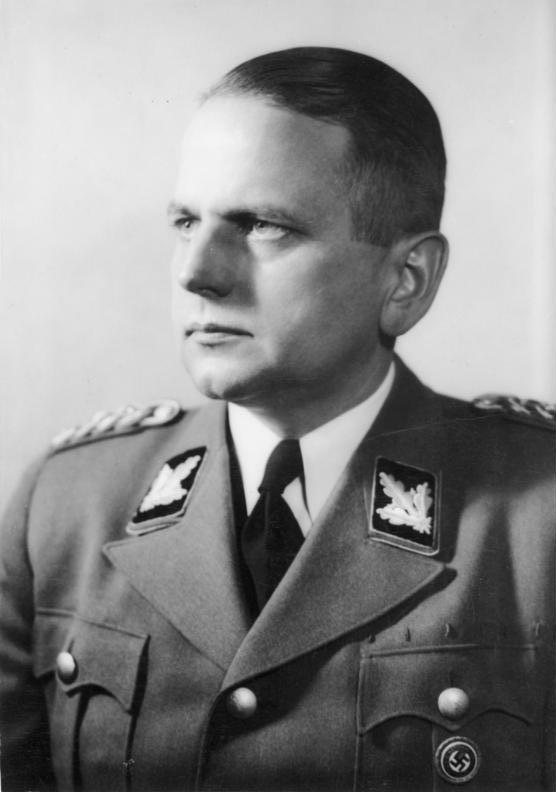
Otto Ohlendorf (1943)

Nach der Schulzeit am Gymnasium Andreanum in Hildesheim studierte er Rechts- und Staatswissenschaften an den Universitäten Leipzig und Göttingen. Zum 28. Mai 1925 trat er in die NSDAP (Mitgliedsnummer 6.531) und im selben Jahr in die SS ein (SS-Nummer 880); im folgenden Jahr wurde Ohlendorf  SA-Mitglied. Damit war Ohlendorf ein „Alter Kämpfer“ und bekam dementsprechend später das Goldene Parteiabzeichen.
Nach wissenschaftlichen Anstellungen am Institut für Weltwirtschaft in Kiel und an der Universität Berlin wurde er 1936 Wirtschaftsreferent beim Sicherheitsdienst des Reichsführers SS (SD). Bereits im Folgejahr wurde ihm die Leitung der HA II / (Deutsche Lebensgebiete), die bisher in der Verantwortung von Reinhard Höhn lag, übertragen. In dem dann ab September 1939 neu strukturierten Reichssicherheitshauptamt war er Leiter des Amtes III (Deutsche Lebensgebiete), das er bis 1945 führte. Hier war er verantwortlich für die Erstellung der Meldungen aus dem Reich. In diesen Berichten wurde versucht, die Staatsführung über die aktuelle Stimmung in der Bevölkerung zu informieren.
Nach der deutschen Invasion der Sowjetunion 1941 befehligte er auf Anweisung von Heinrich Himmler zusätzlich bis Juni 1942 die Einsatzgruppe D, die in der Südukraine und im Kaukasus operierte. Die SS-Einsatzgruppen hatten die Aufgabe, die in den eroberten Gebieten lebenden Juden und Roma und Sinti sowie Führungskader der Kommunistischen Partei der Sowjetunion zu vernichten. Ohlendorf war damit verantwortlich für die Ermordung von ungefähr 90.000 Menschen. Am 1. August 1941 bestätigte Ohlendorf noch einmal den Exekutionsbefehl an die Einsatzgruppen. Dieser habe beinhaltet, „dass in Zukunft alle erfassten Juden aus rassischen Gründen zu erschießen seien“.
Ende 1943 wurde Ohlendorf zusätzlich stellvertretender Staatssekretär im Reichswirtschaftsministerium. Dort koordinierte er die Planungen für die Wirtschaft nach dem Krieg – eigentlich verbotenerweise, aber Himmler lehnte die vorgegebene, nach seiner Auffassung jedoch „total bolschewistische“ Wirtschaftslenkung Albert Speers ab und schützte die Nachkriegsplanungen. Ohlendorf arbeitete in diesem Sinne auch mit Ludwig Erhard und vielen anderen Wirtschaftsfachleuten zusammen. An die Stelle des bürokratischen Lenkungsapparates müsse im Frieden ein „aktives und wagemutiges Unternehmertum“ treten, so Ohlendorf.
In den letzten Kriegstagen flüchtete er über die Rattenlinie Nord nach Flensburg.

### Einsatzgruppen-Prozess

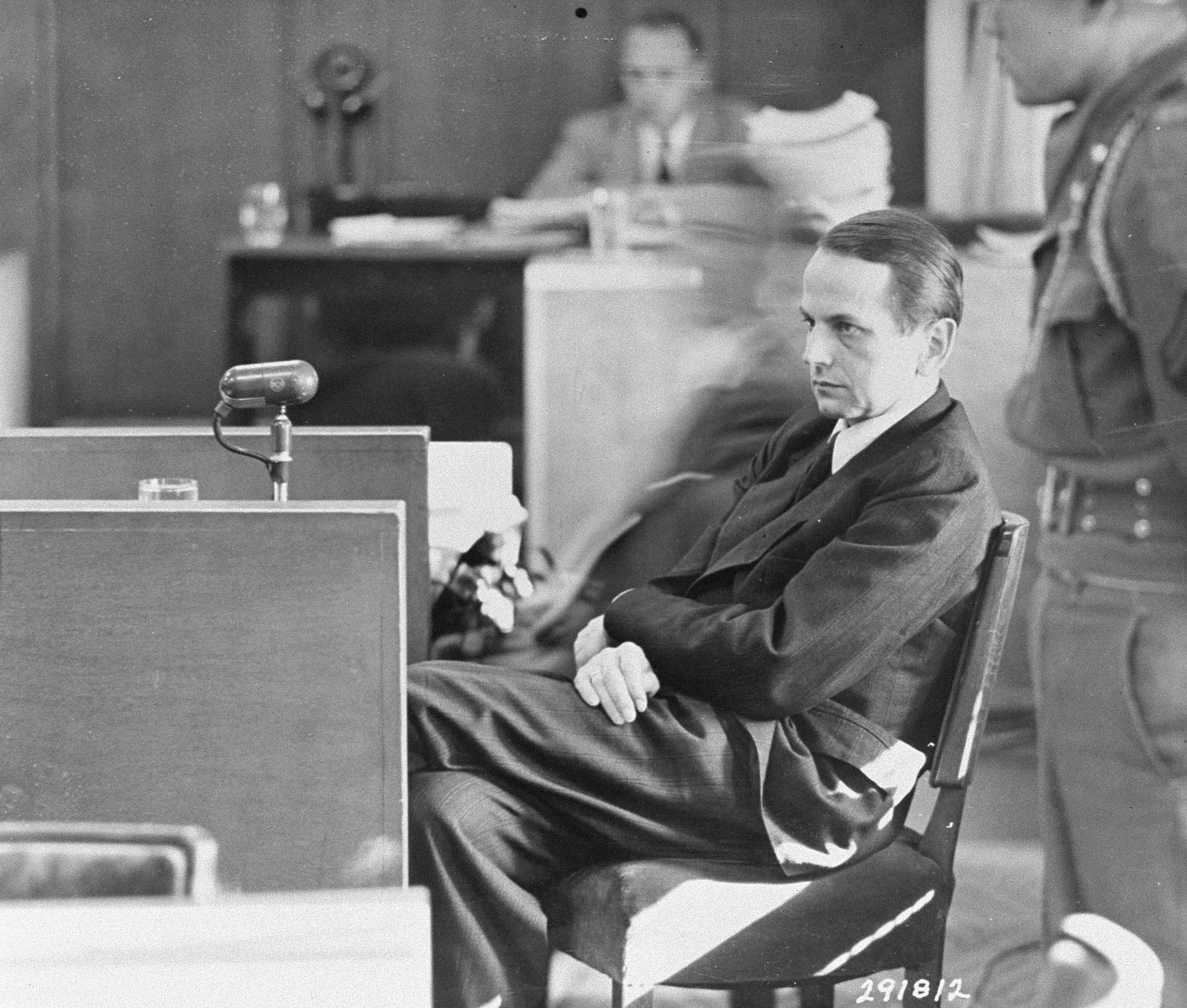
Ohlendorf beim Einsatzgruppen-Prozess am 9. Oktober 1947

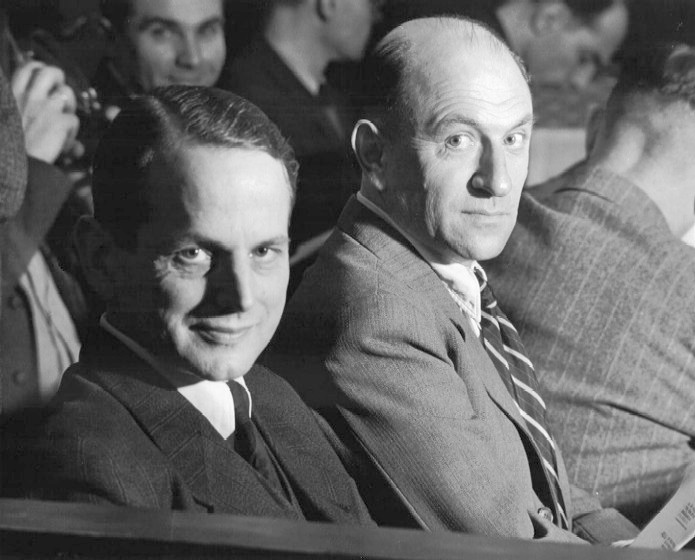
Otto Ohlendorf (links) und Heinz Jost (rechts hinten) am 9. Februar 1948 in Nürnberg als Angeklagte im Einsatzgruppen-Prozess

Im Prozess gegen die Hauptkriegsverbrecher in Nürnberg war Ohlendorf einer der Hauptzeugen der Anklage. Er schilderte emotionslos im Detail die Massenmorde seiner Einsatzgruppe. Zugleich erregte er damit auch Unwillen bei den Angeklagten, insbesondere bei Hermann Göring, der ihm vorwarf, mit seinen wahrheitsgemäßen Schilderungen sich und die anderen Täter unnötig zu belasten.
Im Nürnberger OKW-Prozess sagte er als Zeuge der Anklage aus, dass die Wehrmacht regelmäßig über alle Aufträge der Einsatzgruppen informiert gewesen sei und dass Wehrmacht und Einsatzgruppen häufig bei Exekutionen zusammengearbeitet hätten. Die angeklagten Generäle bestritten dies vehement.
Er wurde 1948 im Einsatzgruppen-Prozess zum Tode verurteilt. Im Verfahren versuchte die Verteidigung vergeblich und entgegen den Fakten, Ohlendorf als tendenziell oppositionellen Mittäter darzustellen, der keine Morde begangen habe, sondern nur Befehlsempfänger gewesen sei. Auch sein Stellvertreter Willi Seibert und sein Adjutant Heinz Schubert standen mit ihm vor Gericht. Ohlendorfs Darstellung etablierte die Version einer „Endlösung“, die klar von hierarchischen Strukturen und vorsätzlichem Handeln mit Hitler, Himmler und Heydrich als Zentrum der Entscheidungsfindung geprägt war. Dieses Narrativ wurde durch Mitangeklagte gestützt, die sich ebenfalls als kleine befehlsgebundene Rädchen in der Vernichtungsmaschinerie darstellten. Nachkriegshistoriker wie Helmut Krausnick, Martin Broszat, Leon Poliakov und Raul Hilberg wurden von dieser intentionalistischen Sichtweise beeinflusst.
Trotz einer Begnadigungskampagne, in der sich auch hohe kirchliche Würdenträger und Mitglieder der Bundesregierung (Kabinett Adenauer I) beim Alliierten Hochkommissar für eine Begnadigung einsetzten, wurde Ohlendorf am 7. Juni 1951 im Kriegsverbrechergefängnis Landsberg durch den Strang hingerichtet. Die seelsorgerische Betreuung vor der Hinrichtung übernahm der Nationalsozialist und Pfarrer der anthroposophischen Christengemeinschaft Werner Georg Haverbeck.
Der Leichnam wurde in seinem Heimatort Hoheneggelsen beigesetzt. Briefe von Ohlendorf an einen Hildesheimer Schulfreund, seine Frau sowie an andere während seiner Haftzeit 1947 bis 1950 werden im Stadtarchiv Hildesheim aufbewahrt.

## Veröffentlichungen und Dokumente
- Der deutsche Binnenhandel. Wesen und Aufgabe. Elsner Verlagsgesellschaft, Berlin/Wien/Leipzig 1942. Wurde nach Kriegsende in der Sowjetischen Besatzungszone auf die Liste der auszusondernden Literatur gesetzt.[14]
- Eidesstattliche Erklärung (1), Eidesstattliche Erklärung (2). In: John Mendelson (Hrsg.): The Holocaust, Selected Documents in Eighteen Volumes. Band 10. New York/London 1982 (Faksimile)